# Марьяш
Марьяш, мар'яш (чеське «Маріїн») — буковинська та молдовська назва 15-крейцерових (до 1753; див. Крейцер) та 17-крейцерових (1753–80; див. Конвенційна система) білонних монет переважно угорського карбування, що містили з одного боку зображення правителя (переважно германського імператора Франца I Стефана Лотаринзького і його дружини, германської імператриці, угорської королеви й австрійської государині Марії-Терезії), а з другого — Марії, матері Божої. Ці монети (вагою 6,12 г срібла 542-ї проби) знімали з обігу до кінця 1830-х рр.